# Maxwell (Nebraska)
Maxwell es una villa ubicada en el condado de Lincoln en el estado estadounidense de Nebraska. En el Censo de 2010 tenía una población de 312 habitantes y una densidad poblacional de 353,27 personas por km².

## Geografía
Maxwell se encuentra ubicada en las coordenadas 41°4′42″N 100°31′33″O / 41.07833, -100.52583. Según la Oficina del Censo de los Estados Unidos, Maxwell tiene una superficie total de 0.88 km², de la cual 0.88 km² corresponden a tierra firme y (0%) 0 km² es agua.

## Demografía
Según el censo de 2010, había 312 personas residiendo en Maxwell. La densidad de población era de 353,27 hab./km². De los 312 habitantes, Maxwell estaba compuesto por el 96.47% blancos, el 0.64% eran afroamericanos, el 0.96% eran amerindios, el 0% eran asiáticos, el 0% eran isleños del Pacífico, el 0.96% eran de otras razas y el 0.96% pertenecían a dos o más razas. Del total de la población el 2.56% eran hispanos o latinos de cualquier raza.